# Hyperplazie

Ilustrace rozdílu mezi hypertrofií a hyperplazií

Hyperplazie či hyperplázie (ze starořeckého ὑπέρ + πλάσις) je stav, kdy dochází ke zmnožení buněk a tkání. Objevuje se ve tkáních s větší mitotickou aktivitou (žlázách, kůži, sliznicích). Společně s hypertrofií (zvětšení objemu buněk) a hyperregenerací patří mezi atypicky probíhající progresivní změny tkáně. Příkladem hyperplazie je difuzní hyperplazie kůry nadledvin, hyperplazie Langerhansových ostrůvků či hyperplazie žaludeční sliznice.

## Dělení
Hyperplazii může být:
1. Pseudoepiteliomatózní – v dlaždicovém epitelu při chronickém zánětlivém dráždění kůže a sliznic, po odstranění příčiny se proces sám zhojí.
2. Pseudosarkomatózní – patří k tzv. fibromatózám, např. proliferativní fasciita po traumatu.
3. Uzlovitá – např. v prostatě (u starších mužů při hormonální nesouhře) nebo ve štítné žláze.
4. Difuzní – např. nadledviny nebo příštítná tělíska.